# Shisō Kanaguri
Shisō Kanaguri (金栗 四三 Kanaguri Shisō sau Kanaguri Shizō?, n. 20 august 1891, Tamana, Prefectura Kumamoto – d. 13 noiembrie 1983, Tamana) a fost un atlet din Japonia.
El și sprinterul Yahiko Mishima  au fost primii atleți japonezi care au participat la Jocurile Olimpice, anume la cele din 1912 din Stockholm, capitala Suediei.
Cu bani adunați de prieteni, a plecat cu trenul prin Siberia și Finlanda în Suedia, călătoria durând 18 zile.
Proba de maraton a avut loc pe data de 14 iulie 1912. După ce a așteptat în zadar să vină o mașină la hotel să-l ducă la stadion în ziua competiției, cum înțelesese el că se va întâmpla, a încercat să meargă de unul singur cu mijloace de transport în comun, dar deoarece tramvaiele erau supraaglomerate, a fost nevoit să alerge la stadion. Proba de maraton a avut loc pe o vreme caniculară, căldura fiind și cauza probabilă a primului deces la Jocurile Olimpice moderne, anume maratonistul portughez Francisco Lázaro, care a decedat a doua zi după ce s-a prăbușit în timpul maratonului.
Pe când trecea prin suburbia Sollentuna, Kanaguri a fost invitat în casă să bea apă și să se odihnească puțin de către o familie care stătea la soare în grădină. Kanaguri a adormit și nu s-a mai trezit până a doua zi. Rușinat, a refuzat mai întâi să se întoarcă în Japonia, iar când s-a întors a făcut-o fără să contacteze organizatorii, care îl dăduseră dispărut.
În următorii ani, Kanaguri a câștigat de trei ori proba de maraton la campionatele naționale ale Japoniei.
La Jocurile Olimpice din 1920 s-a plasat pe locul 16 (timp: 2'48:45,4), iar la cele din 1924 a întrerupt cursa, după ce stabilise un nou record al Asiei cu 2:36:10.
În 1962, cu ocazia aniversării a 50 de ani de la Jocurile Olimpice de la Stockholm, ziaristul suedez de la ziarul „Stockholms-Tidningen” Oscar Söderlund (care își semna articolele cu pseudonimul „Glokar Well”) l-a găsit pe Kanaguri, care între timp avea 6 copii și 10 nepoți. În 1967, la vârsta de 76 de ani, Kanaguri s-a întors la Stockholm și a alergat porțiunea pe care nu o alergase în 1912, terminând maratonul în 54 de ani, 8 luni 6 zile, 8 ore, 32 de minute și 20,3 secunde. Acesta se pare că este cel mai încet maraton alergat vreodată.
S-a stins din viață la vârsta de 92 de ani, pe 13 noiembrie 1983, la casa sa din Tamana, prefectura Kumamoto, Japonia.
În cinstea lui are loc anual un mini-maraton de 30 km în orașul Kumamoto, iar o „Cupă Kanaguri Shisō” este acordată celui mai bun atlet la cursa ekiden Hakone.